# シラゲビル
シラゲビル(Allium cristophii)は、イラン、トルコ、トルクメニスタン原産で、観賞用に世界中で栽培されているネギ属の植物である。英語ではPersian onionやStar of Persiaとも呼ばれ、シノニムのAllium albopilosumの名前で販売されている。
高さ50cmに育ち、銀桃色の星型の花が集まった大きく派手な散形花序が付くために、庭で栽培される。散形花序は直径20-25cmで、初夏に見られる。王立園芸協会のガーデン・メリット賞を受賞した。
ネコ、イヌ、ウマには有毒である。水はけの良い砂質の土壌を好み、アメリカ合衆国農務省の耐寒性ゾーンで5-8の気候が適する。